# Hôtel de Ville (Aix-en-Provence)

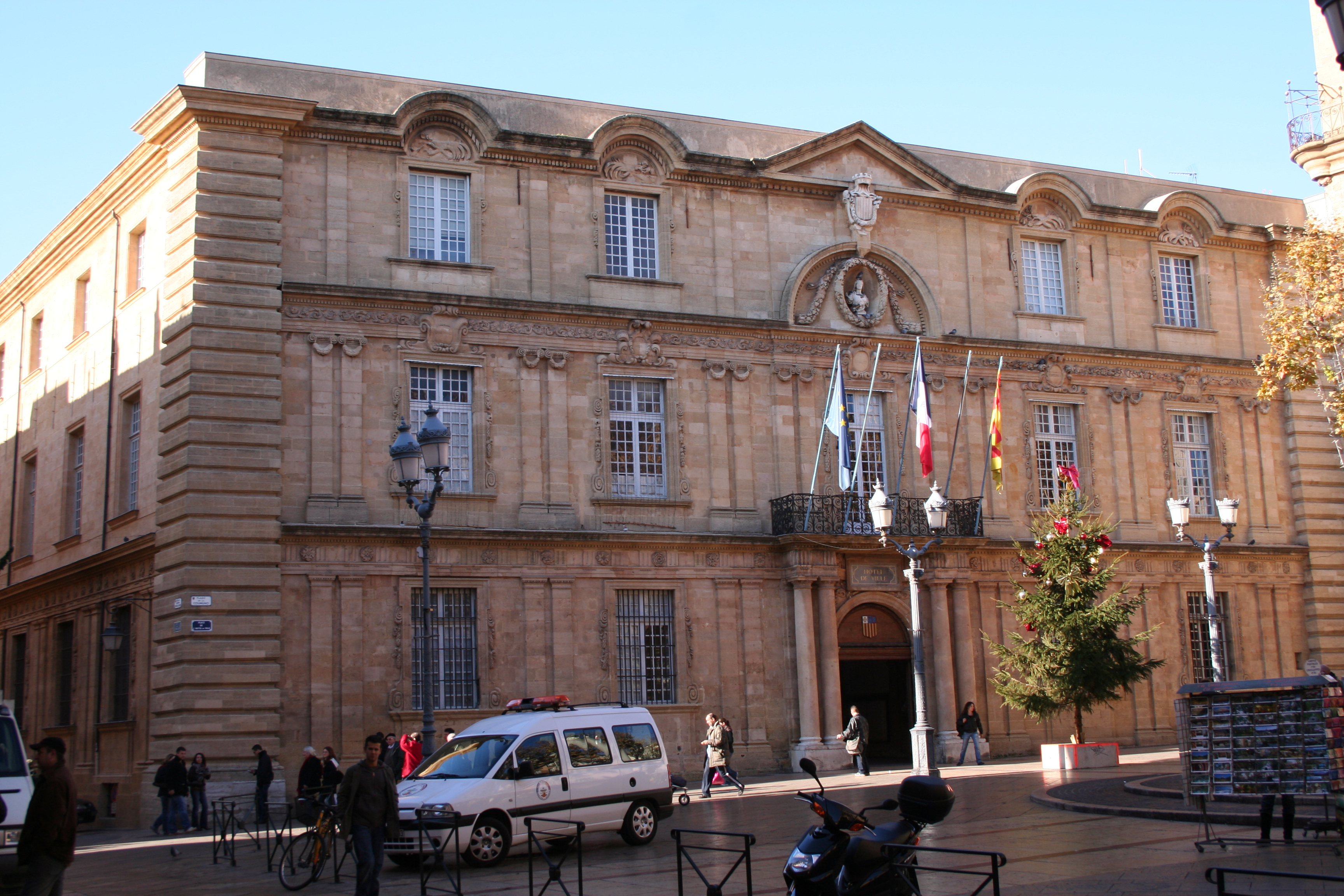
Hôtel de Ville in Aix-en-Provence

Das Hôtel de Ville in Aix-en-Provence ist das im 17. Jahrhundert erbaute Rathaus der Stadt. Es befindet sich an der Westseite des Rathausplatzes in der Altstadt. Die Fassade im Stile des italienischen Barocks besitzt geschnitzte Portale sowie schmiedeeiserne Balkongitter. Der gepflasterte Innenhof ist vom Platz durch ein kunstvoll geschmiedetes Gittertor abgetrennt. Eine monumentale Doppeltreppe führt zum reich mit Porträts geschmückten Salle des États de Provence, in der der Stadtrat von Aix tagt.

## Geschichte
Das Bauwerk wurde 1655 bis 1671 von Pierre Pavillon errichtet.
Während der Französischen Revolution wurde das Rathaus schwer beschädigt.
Im Erdgeschoss befand sich bis zum Bau der Bücherstadt Cité du Livre Ende des 20. Jahrhunderts die Bibliothèque Méjanes, eine der bedeutendsten Sammlungen Frankreichs mit etwa 300.000 Bänden.